# Гермелин, Олаф
Олаф Нильссон Скрагге (швед. Olof Nilsson Skragge), во дворянстве Гермелин (1658, Филипстад — пропал в 1709 году в Полтавской битве) — профессор риторики и юриспруденции, историограф Шведского королевства, государственный секретарь и дипломат.

## Биография
Его отцом был бургомистр Нильс Монсон Скрагге, а мать — Карин Андерсдоттер.
Олаф Скрагге учился в Упсальском университете. Был зачислен в университет под именем Скрагге, но сменил его на Гермелин (hermelin по-шведски означает «горностай»), что было прозвищем, полученным от товарищей за его необыкновенную живость. Поехал вслед за семьей в Голландию и изучал там политологию. После заграничной поездки, из которой вернулся в 1687 году, он поступил на службу в Королевский архив.
После службы в архиве и у Магнуса Габриэля Делагарди, ему присвоили звание профессора римской риторики и поэзии в университете Дерпта (Тарту). Двумя годами позже был назначен профессором римского и шведского права в том же учебном заведении и оставался вместе с ним, когда тот впоследствии переместился в город Пернау.
В 1699 году он стал официальным историографом Шведского королевства после Лагерлёфа, но за свои умения и навыки по риторике заслужил признание как дипломат. В следующем году призван графом Пипером в шведскую армию в Лифляндии и, в частности, получил поручение опровергнуть письменно тот оскорбительный манифест, который царь Петр I и король Польши Август Сильный велели распространить по Швеции.
Позже он применял свои умения различными способами там, где были нужны его знания в качестве государственного деятеля, его гениальное перо или выдающиеся ораторские способности. В 1703 году ему предоставили шведское дворянство, а в 1705 году его повысили в звании до статс-секретаря и канцелярского советника. По другим данным, в 1702 году он записался в армию как составитель речей и получил дворянский титул.
Его переговоры совместно с Карлом Пипером с посольством Августа Сильного вошли в историю как Альтранштедтский мир. Он в основном следовал за королём и его армией в ходе её похода до Полтавы. Когда поражение шведов можно было предсказать со всей очевидностью, Гермелин поджег полевую канцелярию, чтобы важные бумаги не попали в руки русских. И это стало его собственным провалом, поскольку царь Петр очень разгневался на ту резкость, с которой Гермелин касался в своих произведениях как его самого, так и его союзников. По некоторым данным Гермелин был сразу зарублен в собственной палатке царя, по другим — увезен и брошен в подземную тюрьму или заточен в отдаленном монастыре. В обоих последних случаях говорится, что он дожил до 1712 года.
Гермелин отличался и таким учением как любовь к родине. Он сильно заботился о славе шведского языка. Ещё будучи поэтом-латинистом, он заслужил воспоминания соотечественников. Гермелин создал труд «Hecatompolis Suionum» (сто городов шведов), содержащий песни обо всех без исключения города Швеции, и намеревался подать под заголовком «Heroes Sueciæ» (Герои Швеции) жизнеописания выдающихся личностей отечества, а также издать сборник трудов шведских поэтов. Он имел время и тайное задание составить описание к «Suecia Antiqua et Hodierna» (Швеция древняя и сегодняшняя) Дальберга .
Государственные деятели Европы относились к нему с уважением, а французский министр Торси высказывал мнение, что «надо уделять большое внимание лицу с таким быстрым и острым умом».

## Семья
В 1689 году он женился на Елене Бремшёльд, и овдовел 1698 году. В 1700 году он женился вторично на Маргарете Океръельм (дочери Самуэля Океръельма старшего), дети которой от предыдущего брака с Элиасом Обрехтом были приняты во дворянство вместе с Олафом Гермелином под именем отчима.